# پیز مدل
پیز مدل (به لاتین: Piz Medel) یک کوه در سوئیس است که در کانتون گراوبوندن واقع شده‌است. پیز مدل ۳٬۲۱۰ متر بالاتر از سطح دریا واقع شده‌است.